# 道守麻呂
道守 麻呂（ちもり の まろ、生没年不詳）は、飛鳥時代の豪族。姓は臣。位階は小山下。

## 出自
『新撰姓氏録』「左京皇別」によると、道守臣（朝臣）一族は、「（武内宿禰の子である）波多朝臣同祖、波多矢代宿禰之後也」とあるものと、「開化天皇皇子武豊葉列別（たけとよはずらわけ）命之後也」の2系統が記されており、「河内国皇別」・「和泉国皇別」は前者の系列、「右京皇別」・「山城国皇別」・「摂津国皇別」は後者の系列に当たる。後者の系譜は、『古事記』中巻によるものである。この場合の麻呂の場合はどちらに属するのか、不明であるが、同じ武内宿禰の系譜を引く紀氏・角氏・坂本氏などの朝鮮半島への派遣事実からすると、前者である可能性が強い。

## 記録
『書紀』巻第二十七の天智天皇7年11月（668年）の記述によると、道守臣麻呂は、吉士小鮪（きし の おしび）とともに新羅からの使節、金東厳（こんとうごん）の送使として新羅に派遣されており、三国時代以後の朝鮮半島への遣使としては最初の使者となった。これには、白村江の戦い・高句麗滅亡以後、半島の支配を巡り、唐と新羅が対立したことが背景にあり、白村江で両国軍と交戦した倭国側としては、新羅との国交回復をさぐる重要な使節でもあった。
道守麻呂らしき人物は、『播磨国風土記』にも現れ、そこには
とある。この遣新羅使に際して造船したと思われる。
天武天皇13年（684年）八色の姓の制定により、道守臣氏は同年11月に他の52氏とともに朝臣姓を賜姓されている。